# 이훈동 정원
이훈동정원(李勳東庭園)은 대한민국 전라남도 목포시 유달동에 있으며 1930년대에 지어진 정원이다. 1988년 3월 16일 전라남도의 문화재자료 제165호로 지정됐다.

## 개요
개인 소유의 정원이나 문화재로 지정된 정원이다. 처음 일본인이 지은 저택을 해남 출신의 전 국회의원 박기배가 샀다가 다시 조선내화 창업주 이훈동이 사들였다. 남부지방에 걸맞게 난대성 상록수를 심어 꾸민 것으로 일본식 정원의 형식을 띠고 있다. 호남에서 가장 큰 정원으로 유명하며 드라마 야인시대의 촬영지로도 알려져 있다.
유달산 자락 아래에 위치하며 목포항과 멀지 않은 곳이어서 이곳이 과거 일본인 거류지였음을 짐작게 한다. 내부에는 일본식 5층, 7층 석탑이 있으며 내부 식물 또한 일본 종이 더 많다. 종수로는 한국 토종이 38종으로 더 많지만 수적으로는 일본 종이 많다. 다만 정원은 한국식 서원 양식으로 지어져 있으며 수풀 속으로 좁다란 시냇물이 흐르게 해놓았다.

## 현지 안내문
유달산(228m)의 남동쪽 기슭에 자리를 잡고 있으며, 1930년대에 일본인 우찌다니 만빼이가 만든 일본식 정원이다. 해방 후 해남 출신의 국회의원 박기배 씨가 소유하였던 것을 이훈동 씨가 사서 소유하고 있다. 50여 년이 지나는 동안 원형이 바뀌기는 했으나 일본식 정원의 특징을 전하는 데 부족함이 없다.
개인 정원으로는 호남지방에서 가장 큰 규모로 입구 정원, 안뜰정원, 임천정원, 후원으로 이루어져 있다. 나무의 종류도 113여 종에 이른다. 한국야생종 37종, 일본원산종 39종, 중국원산종 25종, 기타 12종이 있으며, 이 중에서 현관 앞에 있는 암수 한 쌍의 일본 원산 향나무는 사람이 심은 것이 아니라 자생목인데 일본의 화산 폭발 때 그 씨가 목포까지 날아와서 싹이 텄을 것이라 전해지고 있다.

## 참고 자료
- 이훈동 정원 - 국가유산청 국가유산포털